# 过年 (电影)
《过年》（英語：Spring Festival）中国大陆电影，导演黄健中，主演李保田、赵丽蓉、葛优、六小龄童、申军谊、史兰芽。

## 剧情
改革开放以来，人民生活发生了天翻地覆的变化，商品经济大潮里，各类生活用品充足，但是人们的精神也逐渐多元化。中国大陆北方一个小城的程家，大年初一一共十三口人围着吃
团圆饭，子女们有的是官僚、有的是平民、有的是商人，各自有各自的长处和思想，原本是和和美美的团聚，结果因为思想不同在宴会上大打出手，不欢而散。

## 演出
| 演员     | 角色     | 备注 |
| 李保田   | 父亲     | 程家父亲，电焊工，对子女们绝望至极 |
| 赵丽蓉   | 母亲     | 程家母亲，典型的母亲形象 |
| 梁天     | 程勇     | 程家幼子，整日游手好闲，因结婚向父亲要钱 |
| 六小龄童 | 程志     | 程家长子，王梅丈夫，闹闹父亲，高中化学教师，为人懦弱，在家经常被妻子施以家庭暴力，因无法忍受妻子收礼行为，在年夜饭上借着酒劲和妻子大打出手。 |
| 葛优     | 丁图     | 程家大女婿，和大川一个单位，生性风流，多次逼迫程荣打胎。                                                                                     |
| 史兰芽   | 程萍     | 程家小女儿，大川妻子，因偷走家中户口本和架子工大川结婚，导致和父亲关系恶劣。                                                                 |
| 申军谊   | 大川     | 程家二女婿，程萍丈夫，架子工，和丁图一个单位，孤儿出身，为人踏实能干，吃苦耐劳。                                                             |
| 丁嘉丽   | 王梅     | 程家大儿媳，程志妻子，闹闹母亲，售货员，高干家庭出身，为人嚣张跋扈，看不起老实巴交的丈夫，并常常对其实施家庭暴力。                           |
| 胡亚捷   | 程远     | 程家二儿子，在北京读研究生，以科考为名向父亲要钱。                                                                                           |
| 谭小燕   | 程远女友 | 程远女友，高干家庭出身。 |
| 马晓晴   | 小凤     | 程勇女友，常常与程勇在外厮混。 |
| 王丽云   | 程荣     | 程家大女儿，性格与大哥完全一样，怀孕后多次被丁图逼迫打胎。                                                                                   |
| 丁策     | 闹闹     | 程家长孙，程志和王梅之子。 |
| 王秀清   | 客串妇女 | 丁图在外情人的母亲。 |

## 奖项
| 年份 | 奖项                                     | 是否得奖 | 备注 |
| ---- | ---------------------------------------- | -------- | ---- |
| 1991 | 第四届东京国际电影节评委特别奖           | 獲獎     |      |
| 1991 | 第4届东京国际电影节最佳女演员奖：赵丽蓉  | 獲獎     |      |
| 1992 | 第十五届大众电影百花奖最佳故事片         | 獲獎     |      |
| 1992 | 第十五届大众电影百花奖最佳女演员：赵丽蓉 | 獲獎     |      |
| 1992 | 第十五届大众电影百花奖最佳男配角：葛优   | 獲獎     |      |
| 1992 | 第十二届中国电影金鸡奖最佳女配角：丁嘉丽 | 獲獎     |      |
| 1992 | 第二届上海影评人奖“十佳电影”             | 獲獎     |      |